# Saint-Michel-de-Maurienne
Saint-Michel-de-Maurienne és un municipi francès situat al departament de la Savoia i a la regió d'Alvèrnia-Roine-Alps. L'any 2007 tenia 2.770 habitants.

## Demografia

### Població
El 2007 la població de fet de Saint-Michel-de-Maurienne era de 2.770 persones. Hi havia 1.216 famílies de les quals 460 eren unipersonals (220 homes vivint sols i 240 dones vivint soles), 352 parelles sense fills, 308 parelles amb fills i 96 famílies monoparentals amb fills.
La població ha evolucionat segons el següent gràfic:
Habitants censats

### Habitatges
El 2007 hi havia 1.711 habitatges, 1.227 eren l'habitatge principal de la família, 270 eren segones residències i 214 estaven desocupats. 812 eren cases i 888 eren apartaments. Dels 1.227 habitatges principals, 713 estaven ocupats pels seus propietaris, 472 estaven llogats i ocupats pels llogaters i 42 estaven cedits a títol gratuït; 27 tenien una cambra, 96 en tenien dues, 250 en tenien tres, 399 en tenien quatre i 454 en tenien cinc o més. 729 habitatges disposaven pel capbaix d'una plaça de pàrquing. A 565 habitatges hi havia un automòbil i a 423 n'hi havia dos o més.

### Piràmide de població
La piràmide de població per edats i sexe el 2009 era:
| Homes | Edats   | Dones |
| ----- | ------- | ----- |
| 0     | 95 o +  | 0     |
| 0     | 90 a 94 | 32    |
| 12    | 85 a 89 | 40    |
| 16    | 80 a 84 | 52    |
| 52    | 75 a 79 | 60    |
| 72    | 70 a 74 | 60    |
| 76    | 65 a 69 | 104   |
| 48    | 60 a 64 | 84    |
| 100   | 55 a 59 | 56    |
| 112   | 50 a 54 | 84    |
| 132   | 45 a 49 | 96    |
| 84    | 40 a 44 | 96    |
| 84    | 35 a 39 | 112   |
| 120   | 30 a 34 | 100   |
| 60    | 25 a 29 | 76    |
| 56    | 20 a 24 | 52    |
| 84    | 15 a 19 | 76    |
| 96    | 10 a 14 | 92    |
| 72    | 5 a 9   | 92    |
| 52    | 0 a 4   | 60    |

## Economia
El 2007 la població en edat de treballar era de 1.693 persones, 1.234 eren actives i 459 eren inactives. De les 1.234 persones actives 1.167 estaven ocupades (634 homes i 533 dones) i 68 estaven aturades (25 homes i 43 dones). De les 459 persones inactives 153 estaven jubilades, 148 estaven estudiant i 158 estaven classificades com a «altres inactius».

### Ingressos
El 2009 a Saint-Michel-de-Maurienne hi havia 1.179 unitats fiscals que integraven 2.651 persones, la mediana anual d'ingressos fiscals per persona era de 17.677,5 €.

### Activitats econòmiques
Dels 127 establiments que hi havia el 2007, 5 eren d'empreses extractives, 4 d'empreses alimentàries, 3 d'empreses de fabricació d'altres productes industrials, 20 d'empreses de construcció, 22 d'empreses de comerç i reparació d'automòbils, 7 d'empreses de transport, 15 d'empreses d'hostatgeria i restauració, 1 d'una empresa d'informació i comunicació, 6 d'empreses financeres, 8 d'empreses immobiliàries, 10 d'empreses de serveis, 15 d'entitats de l'administració pública i 11 d'empreses classificades com a «altres activitats de serveis».
Dels 45 establiments de servei als particulars que hi havia el 2009, 1 era una oficina d'administració d'Hisenda pública, 1 gendarmeria, 1 oficina de correu, 5 oficines bancàries, 2 funeràries, 3 tallers de reparació d'automòbils i de material agrícola, 1 autoescola, 4 paletes, 3 guixaires pintors, 2 fusteries, 4 lampisteries, 2 electricistes, 5 perruqueries, 9 restaurants, 1 tintoreria i 1 saló de bellesa.
Dels 10 establiments comercials que hi havia el 2009, 1 era un supermercat, 1 una gran superfície de material de bricolatge, 4 fleques, 2 carnisseries, 1 una llibreria i 1 una botiga de roba.
L'any 2000 a Saint-Michel-de-Maurienne hi havia 20 explotacions agrícoles.

## Equipaments sanitaris i escolars
Els 2 equipaments sanitaris que hi havia el 2009 eren farmàcies.
El 2009 hi havia 2 escoles maternals i 1 escola elemental. A Saint-Michel-de-Maurienne hi havia 1 col·legi d'educació secundària i 1 liceu tecnològic. Als col·legis d'educació secundària hi havia 285 alumnes i als liceus tecnològics 287.

## Poblacions més properes
El següent diagrama mostra les poblacions més properes.